# Wspólnota administracyjna Uhingen
Wspólnota administracyjna Uhingen – wspólnota administracyjna (niem. Vereinbarte Verwaltungsgemeinschaft) w Niemczech, w kraju związkowym Badenia-Wirtembergia, w rejencji Stuttgart, w regionie Stuttgart, w powiecie Göppingen. Siedziba wspólnoty znajduje się w mieście Uhingen, przewodniczącym jej jest Matthias Wittlinger.
Wspólnota administracyjna zrzesza jedno miasto i jedną gminę wiejską:
- Albershausen, 4 353 mieszkańców, 6,50 km²
- Uhingen, miasto, 13 854 mieszkańców, 24,79 km²